# CS Botoșani
CS Botoșani, anterior Textila Botoșani (din 1949 până în 1973), a fost secția de fotbal a Clubului Sportiv din Botoșani, desființată în 1993.

## Istoria

### 1937-1965: Începuturile
Înaintea celui de-al doilea război mondial principala echipă a orașului a fost Venus, a cărei prezență în întrecerea divizionară a orașului este semnalată o singură dată, în anul competițional 1937-1938 (locul VI în seria a 2-a, liga de est a Diviziei C). După război ia ființă, pe lângă Fabrica de textile, în 1949, Asociația Sportivă Flamura Roșie, reprezentată în campionatul raional și regional de fotbal de formația cu același nume. În 1957 echipa textiliștilor botoșeneni, purtând numele „Textila”, promovează în Divizia C, eșalon în care activează doi ani: 1957-1958, locul 10 și 1958-1959, locul 8. Au urmat alți patru ani în campionatul raional și regional (1959-1963), după care Textila (în 1963-1964 s-a numit Unirea) a revenit în Divizia C: locul 9 în 1963-1964 și 8 în 1964-1965.

### 1966-1975: De la Textila la C.S.
În continuare, în perioada 1965-1969 Textila a activat în campionatul regional și județean, iar din 1968, și-a reluat locul în Divizia C, clasându-se în șapte ediții de campionat pe următoarele poziții: 6 (1968-1969), 3 (1969-1970), 12 (1970-1971), 7 (1971-1972), 14 (1972-1973), 4 (1973-1974) și 1 în 1974-1975, când echipa, sub titulatura C.S. Botoșani - adoptată în 1973 - promovează în Divizia B, având în componență lotului pe Cotopoulos, Tomiță, Cucuveică, Ciobanu, Apostol, Manastire, Andries, Chiru, Macovei, Sofran, Mihăilescu, Porozan, Bălan, Babeti, Popescu, Tudor, Ciobotaru, Perdevară, Roman, Damian, I. Popescu, Huțan, Costia, Haciu, Boboc, Văculișteanu, Ionescu, Tîmpea, Frîncu, Popa, Negoiță, Rusu, Zane, Șerbănică, V. Ion, Roca, Geambașu. Antrenor: Silviu Avram.

### 1976-1984: Aventura în Divizia B începe
La prima sa prezență în Divizia B (1975-1976) echipa fanion a orașului ocupă locul 15 în Seria I și retrogradează. În anul următor, 1976-1977 C.S. Botoșani (antrenor: Mircea Nedelcu) se clasează prima în seria I a Diviziei C și revine în eșalonul secund. Dar nici de astă dată nu stă mai mult de un an (locul 17 în 1977-1978) în divizia secundă. În 1978-1979, cu antrenorul Silviu Avram, este din nou campioana seriei I a Diviziei C și, pentru a treia oară, promovează în eșalonul divizionar B, unde, cu fiecare an competițional, reușește să se impună prin evoluții bune și locuri corespunzătoare în clasament: 3 (sezonul 1979-1980, iar unsprezecele de bază: Bordeianu-Bozi, Tomita, Dudea, Luca-Sofran, Tica, Dumitru-Pachiteanu, Iancu, Macovei), 4 (1980-1981), 6 (1981-1982), 8 (1982-1983) și 9 (1983-1984), cînd antrenorul Dumitru Popescu (care i-a succedat Dumitru Dumitriu la conducerea tehnică a echipei) a rulat următorul lot de jucători: Bordeianu, Abălașei, Zaharia, Croitoru, Șofran, Ursu, Brihac, Biriș, Andreescu, Stîngaciu, Epure, Dumitru, Iovu, Ene, Dărăban, Colindeață, Nenișcă, Lungu, Honciuc, Luca, Pancu, Bucu.

### 1989 - Ultimul an în divizia B
Dar și ultimul an în care C.S. Botoșani evolua în divizia B. „Revoluția” nu a adus nimic bun pentru fotbalul botoșănean, astfel că, în vara anului 1993 echipa părăsea și al treilea eșalon, dar se și „stingea din viață”, greutățile vremii punându-și amprenta dură și pe acest domeniu.

## Cronologia numelor
| Nume                                      | Perioada  |
| ----------------------------------------- | --------- |
| Venus Botoșani                            | 1937–1938 |
| Fabrica de Textile Botoșani               | 1945–1949 |
| Asociația Sportivă Flamura Roșie Botoșani | 1949–1957 |
| Textila Botoșani                          | 1957–1963 |
| Unirea Botoșani                           | 1963–1964 |
| Textila Botoșani                          | 1964–1973 |
| C.S. Botoșani                             | 1973–1993 |